# Andrei Yegorychev
Andrei Sergeyevich Yegorychev (tiếng Nga: Андрей Сергеевич Егорычев; sinh ngày 14 tháng 2 năm 1993) là một cầu thủ bóng đá người Nga. Anh chơi ở vị trí tiền vệ tấn công cho FC Ural Yekaterinburg.

## Sự nghiệp câu lạc bộ
Anh ra mắt chuyên nghiệp tại Giải bóng đá chuyên nghiệp quốc gia Nga cho FC Vybor-Kurbatovo Voronezh vào ngày 25 tháng 7 năm 2014 trong trận đấu với F.K. Arsenal-2 Tula.

## Thống kê sự nghiệp
Tính đến 13 tháng 5 năm 2018
| Câu lạc bộ           | Mùa giải            | Giải vô địch                | Giải vô địch | Giải vô địch | Cúp     | Cúp       | Châu lục | Châu lục  | Tổng cộng | Tổng cộng |
| Câu lạc bộ           | Mùa giải            | Hạng đấu                    | Số trận      | Bàn thắng    | Số trận | Bàn thắng | Số trận  | Bàn thắng | Số trận   | Bàn thắng |
| -------------------- | ------------------- | --------------------------- | ------------ | ------------ | ------- | --------- | -------- | --------- | --------- | --------- |
| Vybor-Kurbatovo      | 2014–15             | PFL                         | 8            | 1            | 1       | 0         | –        | –         | 9         | 1         |
| MITOS Novocherkassk  | 2014–15             | PFL                         | 0            | 0            | –       | –         | –        | –         | 0         | 0         |
| Atom Novovoronezh    | 2016                | Nghiệp dư League            | –            | –            | 2       | 0         | –        | –         | 2         | 0         |
| Atom Novovoronezh    | 2017                | Nghiệp dư League            | –            | –            | –       | –         | –        | –         | –         | –         |
| Nosta Novotroitsk    | 2017–18             | PFL                         | 16           | 6            | 1       | 0         | –        | –         | 17        | 6         |
| Ural-2 Yekaterinburg | 2017–18             | PFL                         | 1            | 0            | –       | –         | –        | –         | 1         | 0         |
| Ural Yekaterinburg   | 2017–18             | Giải bóng đá ngoại hạng Nga | 5            | 0            | –       | –         | –        | –         | 5         | 0         |
| Tổng cộng sự nghiệp  | Tổng cộng sự nghiệp | Tổng cộng sự nghiệp         | 30           | 7            | 4       | 0         | 0        | 0         | 34        | 7         |